# 주니 료코
주니 료코(일본어: 十二 稜子, 1999년 7월 29일 ~ )는 일본의 성우이다. 가나가와현 출신이며, 스타더스트 프로모션 소속.

## 출연작

### 텔레비전 애니메이션
2021년
- 다이쇼 소녀 전래동화 - 마치코

2022년
- CUE! - 요나네 반 친구
- 베리베리 뮤우뮤우 뉴 - 미도리카와 레타스